# Caernarfon Castle
Caernarfon Castle (walisisk Castell Caernarfon) er en middelalder fæstning i Caernarfon i Gwynedd i det nordvestlige Wales. Borgen ejes af Cadw, der er den walisiske regerings organisation til at bevaring af historiske bygninger. Allerede i 1000-tallet stod en motte-and-baileyfæstning i byen. Den stod til 1283, da den engelsk kong Edvard 1. begyndte at erstatte den med den nuværende fæstning i sten. Kongens by og fæstning var administrativt centrum for Nordwales, og derfor blev forsvarsværkerne store og kraftige. De blev lavet som en forbindelse mellem Caernarfons romerske by og det romerske fort i Segontium tæt ved.
Mens slottet blev bygget, blev bymuren bygget omkring Caernarfon. Den kostede mellem 20.000 og 25.000£ og stod færdig i 1330. Caernarfon Castles ser udefra næsten intakt, men der er ikke bygninger inden for murene, og mange byggeplaner blev aldrig fuldført. Byen og slottet blev angrebet i 1294 og erobret af Madog ap Llywelyn, der anførte et oprør mod englænderne. Caernarfon blev generobret året efter. Under Glyndwroprøret i 1400–1415 blev slottet belejret. Da Tudordynastiet overtog den engelske trone, blev spændingerne mellem waliserne og englænderne mindre, og borge blev mindre vigtige. Derfor begyndte Caernarfon Castle at forfalde.
På trods af manglerne blev Caernarfon Castle brugt af kavalererne under den engelske borgerkrig, og det blev belejret tre gange af rundhovederne. Det var sidste gang, at slottet blev brugt i krig. Helt til 1800-tallet fik det lov at forfalde, før staten bekostede reparationer. Både i 1911 og 1969 blev slottet brugt til indsættelsen af prinsen af Wales. Det er en del af verdensarvsstedet "Kong Edvards borge og bymure i Gwynedd".

## Baggrund
Den første fæstning ved Caernarfon blev bygget af romerne. Deres fort, som hed Segontium, lå i udkanten af den nuværende by. Fortet stod tæt på en banke ved floden Seiont; det er sandsynligt, at det blev bygget her, fordi det lå godt for trafikken på Seiont, som har kunnet skaffe forsyninger til Segontium. Caernarfon stammer fra navnet på det romerske fæstning. På walisisk hedder stedet "y gaer yn Arfon": "fæstningen på land overfor Môn"; Môn er det walisiske navn for Anglesey. Der vides ikke meget om, hvad der skete med Segontium og byen, der lå her, efter romerne forlod Storbritannien i begyndelsen af 400-tallet.

## Tidligt slot
Efter den normanniske erobring af England rettede Vilhelm Erobreren blikket mod Wales. Ifølge Domesday Survey fra 1086 var den normanniske Robert of Rhuddlan ansvarlig for hele det nordlige Wales. Han blev dræbt af waliserne i 1088. Hans fætter, jarlen af Chester Hugh d'Avranches, genvandt normannisk kontrol i det nordlige Wales ved at opføre træborge; en på et ubekendt sted i Meirionnydd, en i Aberlleiniog på Anglesey ogt en i Caernarfon. Denne tidlige fæstning lå på en halvø, der blev skabt af floden Seionts Manaistræde. Det har sandsynligvis været en motte and bailey (træpalisade på en jordbanke). Mens motten blev integreret i den edvardianske borg, er placeringen af den oprindelige bailey ukendt, selv om den muligvis har ligget nordøst for motten. Udgravninger på toppen af motten i 1969 viste ingen tegn på middelalderlig beboelse. . Det er sandsynligt, at der på motten stod et tårn i træ, et keep. Waliserne generobrede Gwynedd i 1115, og Caernarfon Castle kom i de walisiske fyrsters besiddelse. Fra dokumenter, der er skrevet på slottet, vides, at Llywelyn den Store og senere Llywelyn ap Gruffudd overnattede på borgen Caernarfon.

## Edvard 1.'s borg
Den 22. marts 1282 udbrød der krig mellem England og Wales. Den walisiske leder, Llywelyn ap Gruffudd, døde 11. december samme år. Hans bror Dafydd ap Gruffydd fortsatte kampen mod englænderne, men i 1283 stod Edvard 1. som sejrherre. Edvard marcherede gennem det nordlige Wales og erobrede bl.a. Dolwyddelan og etablerede siden fæstningen Conwy. Krigen kom endelig til en ende i maj 1283, da Dafydd ap Gruffudds sidste fæstning Dolbadarn Castle blev erobret. Kort efter påbegyndte Edvard byggeriet af borge i Harlech og Caernarfon. Borgene i Caernarfon, Conwy og Harlech var de mest imponerende i Wales, og opførelsen af dem bidrog – sammen med andre af Edvards borge i landet – med at etablere det engelske styre i dette område. Stenhuggeren, der var ansvarlig for designet og udførelsen af byggeriet på Caernarfon Castle, var sandsynligvis James of Saint George, der var en erfaren arkitekt og militæringeniør og spillede en vigtig rolle i opførelsen af Edvards borge i Wales. Ifølge Flores Historiarum blev liget af den romerske kejser Magnus Maximus fundet ved Caernarfon under opførelsen af borgen og den planlagte by, og Edvard 1. beordrede, at han blev genbegravet i en lokal kirke.
Opførelsen af den nye stenfæstning var en del af et plan af bygninger, der ændrede Caernarfon: bymure forbundet til borgen blev tilføjet, og en ny havn blev bygget. Den tidligste reference til byggeriet i Caernarfon er dateret 24. juni 1283, hvor en grøft var blevet gravet for at adskille borgområdet fra byen mod nord. En bretagium, en slags palisade, blev bygget omkring området for at beskytte det, til de permanente forsvarsværker stod færdige. Tømmer blev sejlet hertil helt fra Liverpool. Sten blev brudt i Anglesey og omkring byen. En arbejdsstyrke på omkring 100 mand stod for udgravning af voldgraven og bygning af fundamentet til borgen. Området blev udvidet og begyndte at nærme sig byen; huse blev revet ned for at gøre plads til borgen. Beboerne fik først erstatning tre år senere. Imens stenfundamentet til borgen blev bygget, blev der opført bindingsværksbygninger til Edvard 1. og hans dronning Eleanor af Kastillien. De ankom til Caernarfon enten den 11. eller 12. juli 1283 og blev der i over en måned.
Opførelsen af Caernarfon Castle fortsatte i vinteren 1283-1284. Fæstningens færdiggørelse er uklart, men arkitekturhistoriker Arnold Taylor har foreslået, at da Edvard og Eleanor besøgte stedet igen i påsken 1284, kan Eagle Tower have stået færdig. Statute of Rhuddlan, udstedt den 3. marts 1284, gjorde Caernarfon til et borough og det administrative centrum for Gwynedd county. Ifølge traditionen blev Edvard 2. født på Caernarfon Castle den 25. april 1284. Edvard blev gjort til prins af Wales i 1301, med kontrol over Wales og hele områdets skatteindtægter. Siden er titlen givet til den ældste søn af monarken. Ifølge en berømt legende lovede kongen waliserne, at han ville udnævne "en prins født i Wales, der ikke kunne tale ét ord engelsk", og løftet holdt han ved at præsentere sin spæde søn for dem. Historien er muligvis apokryf, da den kun kan spores til 1500-tallet. I 1284 blev Caernarfon forsvaret af en garnison på 40 mand (mere end de 30 mand på Conwy og Harlech). Selv i fredstid, hvor de fleste borge kun havde en garnison på nogle få mænd, var der mellem 20 og 40 mand på Caernarfon som følge af stedets vigtighed.
I 1285 stod størstedelen af Caernarfons bymure færdige, mens arbejdet på borgen fortsatte. Udgifterne til opførelsen var beskedne i 1289, og kilderne til opførelsen slutter i 1292. Edvard 1.'s kampagne med borgbyggerier i Wales kostede £80.000 mellem 1277 og 1304, og £95.000 mellem 1277 og 1329; i 1292 var £12.000 blevet brugt på opførelsen af borgen i Caernarfon – hvoraf den sydlige facade var kommet længst – og bymurene. Da den sydlige mur og bymurene sluttede ring om Caernarfon, var det planen at bygge slottets nordlige mure til sidst.
I 1294 udbrød der et oprør, der blev styret af den walisiske Madog ap Llywelyn. Da Caernarfon var centrum for administrationen i Gwynedd og symbol på den engelske magt i området, blev det målet for waliserne. Madogs soldater ødelagde bymurene og indtog byen i september. Slottet blev kun forsvaret af en grøft og en midlertidig barrikade. Det blev hurtigt erobret, og der blev stukket ild til alt, der kunne brænde. Ilden raserede Caernarfon og efterlod et spor af ødelæggelse i sit kølvand. I sommeren 1295 kom englænderne igen og indtog Caernarfon. I november samme år begyndte englænderne at genbefæste byen. Genopførelsen af bymurene havde høj prioritet, og £1.195 (næsten halvdelen af det beløb, der blev brugt på et opføre dem i første omgang) blev brugt på at færdiggøre dem to måneder forud for tidsplanen. Fokus blev herefter vendt mod borgen og på at afslutte det arbejde, der var blevet indstillet i 1292. Efter oprøret var slået ned, begyndte Edvard at opføre Beaumaris Castle på Anglesey. Arbejdet blev styret af James of Saint George, og Walter af Hereford overtog byggeriet i den nye fase af Caernarfons opførelse. Mod slutningen af 1301 var der brugt yderligere £4.500 på slottet især på den nordlige mur og tårnene. Kilder mellem november 1301 og 1304 er ikke bevaret, muligvis fordi der ikke blev arbejdet på borgen, da fokus flyttede nordpå, hvor englænderne var i krig med Skotland. Kilder viser, at Walter af Hereford havde forladt Caernarfon og var i Carlisle i oktober 1300; han var fortsat beskæftiget med krigen med skotterne frem til efteråret 1304, hvorpå arbejdet på Caernarfon fortsatte. Walter døde i 1309 og hans næstkommanderende, Henry af Ellerton, overtog pladsen som bygherre. Byggeriet fortsatte støt indtil 1330.
... to cause 100  suitable masons experienced in such work as the king is engaged upon at Kaernaruan to be chosen in the town of Chester and in other parts within his bailiwick, and to cause them to come with their tools to Kaernaruan without delay, there to do what Edmund the king's brother shall enjoin upon them, as the king needs masons for his work there at once
Fra 1284 til 1330, hvor kilderne slutter, blev der brugt mellem 20.000 og 25.000£ på Caernarfon Castle og bymurene. Det var en enorm sum, der var langt større end det, der blev brugt på Dover Castle og Château Gaillard, der var blandt de største og mest imponerende fæstninger fra slutningen af 1000-tallet til begyndelsen af 1200-tallet. Senere tilføjelser til Caernarfon var ikke særlig omfattende, og det, der er tilbage af slottet, stammer hovedsageligt fra Edvards tid. På trods af de store summer, der blev brugt på slottet, var der mange af planerne, som aldrig blev gennemført. Bagpartiet på King's Gate (indgangen fra byen) og Queen's Gate (indgangen fra sydøst) blev ikke færdigbygget, og fundamenterne inden for borgens mure markerer, hvor bygningerne ville stå, hvis byggeriet var fortsat.

## Senere historie
I omkring 200 år efter Edvards erobring af Wales virkede hans tiltag for at holde sammen på området. I den tid var der konstant en garnison på slottet, og Caernarfon var de facto hovedstaden i Nordwales. Den walisiske befolkning blev diskrimineret, idet administrative stillinger ikke gik til dem, og selve byen Caernarfon var kun åben for walisere på markedsdage. Det skabte splid mellem englænderne og waliserne. Det resulterede i Glyndwroprøret (1400–1415). Under opstanden var Caernarfon et af målene for Owain Glyndwrs hær. Byen og slottet blev belejret i 1401, og i november samme år stod slaget ved Tuthill mellem Caernarfons forsvarere og den angribende hær. I 1403 og 1404 blev Caernarfon atter belejret af walisiske soldater med støtte fra Frankrig, og Caernarfon havde en garnison på omkring 30 mand. Starten på Tudordynastiet på den engelske trone i 1485 indvarslede en ændring i måden, hvorpå Wales blev administreret. Tudorerne var af walisisk herkomst, og deres styre løsnede op for spændingerne mellem waliserne og englænderne. Som et resultat heraf blev borge som Caernarfon, som var sikre steder at styre landet fra, mindre vigtige. Vedligeholdelsen blev forsømt, og i 1538 beskriver kilder, at mange borge i Wales var "moche ruynous and ferre in decaye for lakke of tymely reparations" ("meget ødelagte og i forfald på grund af manglende rettidige reparationer").
Både murene omkring borgen og byen Caernarfon forblev i god stand, mens andre dele af bygningerne, som krævede mere vedligeholdelse – som tagene – var stærkt i forfald, og meget tømmer var rådnet. Af slottets syv tårne og to portbygninger var det kun Eagle Tower og King's Gate, der var under tag i 1620. Alle bygningerne inden for borgens mure var revet ned, og alt værdifuldt som jern og glas, der kunne bruges andetsteds, var fjernet. På trods af bygningernes forfald inden for murene, var forsvarsværkerne stadig i så god stand under den engelske borgerkrig i midten af 1600-tallet, at slottet blev brugt af en garnison af kavalererne. Caernarfon Castle blev belejret tre gange under denne krig. Officeren John Byron, 1. Baron Byron overgav Caernarfon til rundhovedernes hær i 1646. Det var sidste gang, at Caernarfon Castle blev anvendt i krig. Selv om der i 1660 blev givet ordre til, at slottet og bymurene skulle blive rives ned, så blev arbejdet opgivet på et meget tidligt stadie og blev muligvis aldrig påbegyndt.
Selv om slottet undgik at blive revet ned, blev det forsømt helt til slutningen af 1800-tallet. Fra 1870'erne betalte staten reparationer på Caernarfon Castle. Llewellyn Turner styrede arbejdet og udførte restaurering og genopførelse af slottet i stedet for blot at konservere det. Trapper, krenelering og taget blev repareret, og senere tilkomne bygninger nord for voldgraven blev fjernet, da man mente, at de ødelagde udsigten. Det skete på trods af protester fra de lokale. I Office of Works' regi og senere dets efterfølgere siden 1908 blev slottet bevaret som følge af dets historiske betydning. I 1911 blev Caernarfon brugt til indsættelsen af prinsen af Wales første gang siden prins Edvard (den senere Edvard 8.), der var den ældste søn af den nyligt kronede kong George 5.. Cermemonien foregik i Caernarfon, fordi premierminister David Lloyd George var waliser opvokset i Caernarfonshire, havde insisteret på at afholde den her. I 1969 blev ceremonien gentaget ved indstættelsen af Charles, prins af Wales. Selv om Caernarfon Castle har tilhørt den engelske krone, siden den blev bygget, bliver den i dag vedligeholdt af Cadw, der er den walisiske regerings historiske afdeling, der varetager vedligeholdelse af Wales' historiske monumenter. I 1986 kom Caernarfon på UNESCOs Verdensarvsliste som en del af "Kong Edvards borge og bymure i Gwynedd" i anerkendelse af dens globale betydning og for at hjælpe med at bevare stedet. Slottet huser Royal Welch Fusiliers Museum. I 2015 blev der opført en ny indgangspavillon, der blev designet af arkitektfirmaet Donald Insall Associatres.

## Arkitektur
Caernarfon Castles udseende var påvirket af ønsket om at opføre en imponerende bygning som symbol på det nye engelske styre. Det var særlig vigtigt, fordi Caernarfon blev centrum for styret af Nordwales. Grundplanen af den edwardianske borg blev hovedsageligt bestemt af terrænet og undergrunden, selv om den tidligere fæstnings motte også kom med i strukturen. Det er en lille borg, der er formet lidt som et ottetal. Den er delt op i to borggårde: en øvre og en nedre borggård i henholdsvis øst og vest. De kongelige beboelsesrum lå i den østlige del, men blev aldrig færdige. Opdelingen skulle have været etableret med en række befæstede bygninger, men disse blev heller aldrig opført.
Langs slottets ringmur er der adskillige polygonale tårne. Der er krenelering langs toppen af murene og tårnene, og langs den sydlige mur er flere platforme til artilleri. Oprindelig skulle der være tilsvarende på den nordlige mur, men disse blev aldrig bygget. Ifølge militærhistorikeren Allen Brown skulle det være med til at gøre Caernarfon Castle "en af de mest enorme koncentrationer af ildkraft fra middelalderen".
De fleste af de nordlige tårne er fire etager høje med kælder. Eagle Tower, der står i det vestlige hjørne, er slottets største tårn. På toppen er tre mindre tårne, som tidligere havde statuer af ørne. Tårnet indeholdt slottets store beboelsesafdeling og blev sandsynligvis bygget til sir Otton de Grandson, den første justitiarius i Wales. I kælderniveau fandtes en port ud til vandet, hvor gæster, som kom sejlende via floden Seiont, kunne komme ind i borgen. Slottet fik vand fra en brønd i Well Tower.
Caernarfons udseende adskiller sig fra andre af de borge, som Edvard 1. opførte, med bånd af farvede sten i murene, og polygonale (ikke runde), tårne. Der har været stor debat blandt akademikere over årsagen til disse særegne arkitektoniske detaljer. Historikeren Arnold Taylor argumenterer for, at designet af borgen er en repræsentation af Konstantinopels bymur. Den bevidste brug af billeder fra det Østromerske Rige var derfor en slags underbygning af Edvard 1.'s autoritet og indflydelse fra den romerske kejser Magnus Maximus' drøm. I den ser Maximus et fort, "det fagreste, mennesket nogensinde har set" i en by ved en flodmunding i et bjergrigt land og på en anden ø. Edvard fortolkede det, at Segontium var byen i Maximus' drøm, og skabte en kejserlig forbindelse ved opførelsen af Caernarfon Castle. Nyere forskning fra historikeren Abigail Wheatley har givet anledning til en teori om, at Caernarfon ganske vist var en understregning af Edvards autoritet, men at det trak på billedsprog fra romerske steder i Storbritannien for at skabe en lighed med kong Arthur og hans begrundelse for kongen.
Der er to hovedindgange på slottet; den ene går fra byen (King's Gate), og den anden giver direkte adgang til slottet uden at skulle igennem byen først (Queen's Gate). Formen er typisk for tiden – en passage mellem to tårne. Hvis King's Gate var blevet bygget færdig, ville en besøgende først skulle over to vindebroer og herefter igennem fem porte, under seks faldgitre og herefter igennem et sving mod højre for at ende i den nedre borggård. Langs ruten var adskillige skydeskår til bueskytter og mordhuller. En statue af Edvard 2. blev rejste i en niche med udsigt over byen over indgangen til King's Gate. Ifølge arkitekturhistorikeren Arnold Taylor så "demonstrerer ingen bygning i Storbritannien på samme måde den imponerende styrke i middelalderlige befæstninger end det store tvillingetårn ved indgangen til Caernarfon Castle." Queen's Gate er ualmindelig, idet indgangen er over jordniveau; denne konstruktion er sket som følge af integrationen af den tidligere motte, der hæver jordhøjden inden for murene i forhold til udenfor. Udefra ville der være adgang til porten via en stenrampe, som ikke længere eksisterer.
Mens ringmuren og tårnene stadig står stort set intakte, så er fundamenterne, alt hvad der er tilbage af bygningerne inden for murene. De kongelige gemakker fandtes i den øvre borggård, mens den nedre indeholdt administrationsbygninger som lager, stalde og køkkenet, der lå umiddelbart vest for King's Gate. På baggrund af det relativt spinkle fundament har Taylor fremsat en teori om, at køkkenet ikke var særlig solidt bygget. Andre vigtige dele af slottets beboelsesdel var Storsalen, der var anlagt på sydsiden af den nedre borggård, og den var omkring 30,5 m lang. Selv om fundamentet er det eneste, som er tilbage i dag, har det været en imponerende bygning i dens storhedstid med fin arkitektur. Den blev brugt af de kongelige og deres gæster. Hvis Caernarfon var blevet færdig som planlagt, ville den kunne have haft et hofhold på flere hundrede personer.